# 55-я стрелковая дивизия (2-го формирования)
Не следует путать с 55-й стрелковой дивизией 1-го формирования
55-я стрелковая дивизия (сокращённо — 55-я сд) — соединение Вооружённых Сил СССР, принимавшее участие в Великой Отечественной войне.

## История
55-я стрелковая дивизия формировалась с 12 по 21 января 1942 года в городе Саратов в составе Приволжского военного округа.
В действующей армии находилась в периоды:
1. 7 апреля 1942 — 25 марта 1943 года;
2. 10 мая 1943 — 30 июля 1944 года;
3. 13 сентября 1944 — 10 октября 1944 года;

В составе 11-й Армии в ходе зимнего и весеннего наступления при проведении Демянской операции войсками Северо-Западного фронта, 55-я сд участвовала в боях с противником. Под деревнями Рыкалово и Большие Дубовицы Новгородской области 55-я сд нанесла большой урон дивизии СС «Мёртвая голова».
Летом 1942 года 55-я сд перейдя к обороне сковывала значительные силы противника.
В начале 1943 года в составе 27-й Армии, 55-я сд участвовала в Демянской наступательной операции на северном участке фронта.
Летом 1943 года 55-я сд в составе 60-й Армии участвовала в Курской битве. А после в составе 61-й Армии освобождала Левобережную Украину и Белоруссию.
23 ноября 1943 года 55-я сд участвовала в освобождении Брагинского района Гомельской области.
При проведении Калинковичско-Мозырской операции 14 января 1944 года войсками Белорусского фронта освобождён г.Мозырь.
За участие в освобождении города Мозырь 55-я сд получила почётное наименование «Мозырская» и награждена Орденом Красного Знамени.
Летом 1944 года 55-я сд участвовала в боях по освобождению Гомельской области Белорусской ССР.
В конце 1944 55-я сд в ходе Рижской операции участвовала в освобождении территории Латвийской ССР.
После выхода 61-й Армии на восточное побережье Балтийского моря в октябре 1944 года, 55-я сд 3-го Прибалтийского фронта была переподчинена в состав Краснознамённого Балтийского Флота и встала на охрану побережья восточнее Таллина.
В ноябре 1944 года 55-я сд была переформирована в 1-ю Мозырскую Краснознамённую дивизию морской пехоты (1 дмп) и передислоцирована на полуостров Порккала-Удд на территорию Финляндии (после соглашения с её правительством).
При переформировании дивизии изменились как нумерация соединения, так и его частей.

## Награды дивизии
- 15 января 1944 года — почетное наименование «Мозырская» — присвоено приказом Верховного Главнокомандующего № 07 от 15 января 1944 года за отличие в боях за освобождение города Мозырь.[2]
- 23 июля 1944 года —  Орден Красного Знамени — награждена указом Президиума Верховного Совета СССР за образцовое выполнение заданий командования в боях с немецкими захватчиками при форсировании реки Шара и за овладение городом Лунинец и проявленные при этом доблесть и мужество.[3]

Награды частей дивизии:
- 107-й стрелковый Лунинецкий[4] Краснознаменный[5] полк;
- 111-й стрелковый Лунинецский[4] полк;
- 228-й стрелковый Пинский[6] полк;

## Боевой состав
Состав 55-й сд:
- 107-й стрелковый полк;
- 111-й стрелковый полк;
- 228-й стрелковый полк;
- 84-й артиллерийский полк;
- 129-й отдельный истребительно-противотанковый дивизион;
- 35-й миномётный дивизион (до 9 октября 1942 г.);
- 543-я отдельная разведывательная рота;
- 46-й отдельный сапёрный батальон;
- 21-й отдельная рота связи (до 28 февраля 1943 г. — 21-й отдельный батальон связи);
- 67-й отдельный медико-санитарный батальон;
- 489-я отдельная рота химической защиты;
- 80-я автотранспортная рота;
- 405-я полевая хлебопекарня;
- 867-й дивизионный ветеринарный лазарет;
- 1656-я полевая почтовая станция;
- 1050-я полевая касса Государственного банка.

## Подчинение
| Дата            | Фронт (округ)           | Армия      | Корпус (группа)           | Примечания             |
| --------------- | ----------------------- | ---------- | ------------------------- | ---------------------- |
| 12.12.1941 года | Резерв Ставки ВГК       |            | Приволжский военный округ | на стадии формирования |
| 07.04.1942 года | Северо-Западный фронт   | 11-я армия |                           |                        |
| 01.07.1942 года | Северо-Западный фронт   | 11-я армия |                           |                        |
| 01.11.1942 года | Северо-Западный фронт   | 11-я армия |                           |                        |
| 01.12.1942 года | Северо-Западный фронт   | 27-я армия |                           |                        |
| 01.01.1943 года | Северо-Западный фронт   | 11-я армия |                           |                        |
| 01.02.1943 года | Северо-Западный фронт   | 11-я армия |                           |                        |
| 01.03.1943 года | Северо-Западный фронт   | 27-я армия |                           |                        |
| 01.04.1943 года | Резерв Ставки ВГК       | 53-я армия |                           |                        |
| 01.05.1943 года | Резерв Ставки ВГК       | 53-я армия |                           |                        |
| 10.05.1943 года | Центральный фронт       |            | В подчинении штаба фронта |                        |
| 01.06.1943 года | Центральный фронт       |            | В подчинении штаба фронта |                        |
| 01.07.1943 года | Центральный фронт       | 60-я армия |                           |                        |
| 01.08.1943 года | Центральный фронт       | 70-я армия |                           |                        |
| 01.09.1943 года | Резерв Ставки ВГК       | 61-я армия | 29-й стрелковый корпус    |                        |
| 01.10.1943 года | Центральный фронт       | 61-я армия | 29-й стрелковый корпус    |                        |
| 01.11.1943 года | Белорусский фронт       | 61-я армия | 29-й стрелковый корпус    |                        |
| 01.12.1943 года | Белорусский фронт       | 61-я армия | 89-й стрелковый корпус    |                        |
| 01.01.1944 года | Белорусский фронт       | 61-я армия | 89-й стрелковый корпус    |                        |
| 01.02.1944 года | Белорусский фронт       | 61-я армия |                           |                        |
| 01.03.1944 года | 2-й Белорусский фронт   | 61-я армия |                           |                        |
| 01.04.1944 года | 2-й Белорусский фронт   | 61-я армия | 89-й стрелковый корпус    |                        |
| 01.05.1944 года | 1-й Белорусский фронт   | 61-я армия | 89-й стрелковый корпус    |                        |
| 01.06.1944 года | 1-й Белорусский фронт   | 61-я армия | 89-й стрелковый корпус    |                        |
| 01.07.1944 года | 1-й Белорусский фронт   | 61-я армия | 89-й стрелковый корпус    |                        |
| 01.08.1944 года | Резерв Ставки ВГК       | 61-я армия | 89-й стрелковый корпус    |                        |
| 01.09.1944 года | Резерв Ставки ВГК       | 61-я армия | 89-й стрелковый корпус    |                        |
| 01.10.1944 года | 3-й Прибалтийский фронт | 61-я армия | 89-й стрелковый корпус    |                        |

## Герои Советского Союза
- Баранов, Владимир Петрович, лейтенант, командир роты противотанковых ружей 111-го стрелкового полка.
- Васильев, Николай Николаевич, младший сержант, наводчик противотанкового ружья 107-го стрелкового полка.
- Макаров, Иван Николаевич, красноармеец, стрелок 111-го стрелкового полка.
- Матюшкин, Василий Ефимович, красноармеец, разведчик 543-й отдельной разведывательной роты.
- Романов, Василий Михайлович, старший сержант, командир отделения 46-го отдельного сапёрного батальона.
- Семенченко, Василий Алексеевич, младший лейтенант, командир огневого взвода 111-го стрелкового полка.

## Командиры 55-й дивизии 2-го формирования
Командиры:
- генерал-майор Шевчук, Иван Павлович — 12.12.1941 — 10.05.1942;
- полковник Заиюльев, Николай Николаевич — 11.05.1942 — 22.01.1944[9];
- полковник Андрусенко, Корней Михайлович — 22.01.1944 — 07.10.1944.